# La Chapelle-Saint-Sauveur (Loira Atlantica)
La Chapelle-Saint-Sauveur è un comune francese soppresso e comune delegato del dipartimento della Loira Atlantica nella regione dei Paesi della Loira. Dal 1º gennaio 2016 si è fuso con i comuni di Belligné, La Rouxière e Varades per formare il nuovo comune di Loireauxence.

## Storia

### Simboli
Lo stemma è stato adottato nel 1996.

## Società

### Evoluzione demografica
Abitanti censiti